# المعیصره، حماة
المعیصره (به عربی: المعیصرة) یک روستا در سوریه است که در ناحیه وادی العیون واقع شده‌است. المعیصره ۳۳۰ نفر جمعیت دارد.